# Horcajo de las Torres (kommunhuvudort)
Horcajo de las Torres är en kommunhuvudort i Spanien.   Den ligger i provinsen Provincia de Ávila och regionen Kastilien och Leon, i den centrala delen av landet, 140 km nordväst om huvudstaden Madrid. Horcajo de las Torres ligger 819 meter över havet och antalet invånare är 709.
Terrängen runt Horcajo de las Torres är platt, och sluttar norrut. Runt Horcajo de las Torres är det glesbefolkat, med 12 invånare per kvadratkilometer. Närmaste större samhälle är Madrigal de las Altas Torres, 8,2 km öster om Horcajo de las Torres. Trakten runt Horcajo de las Torres består till största delen av jordbruksmark.